# 抱枕 (宅文化)

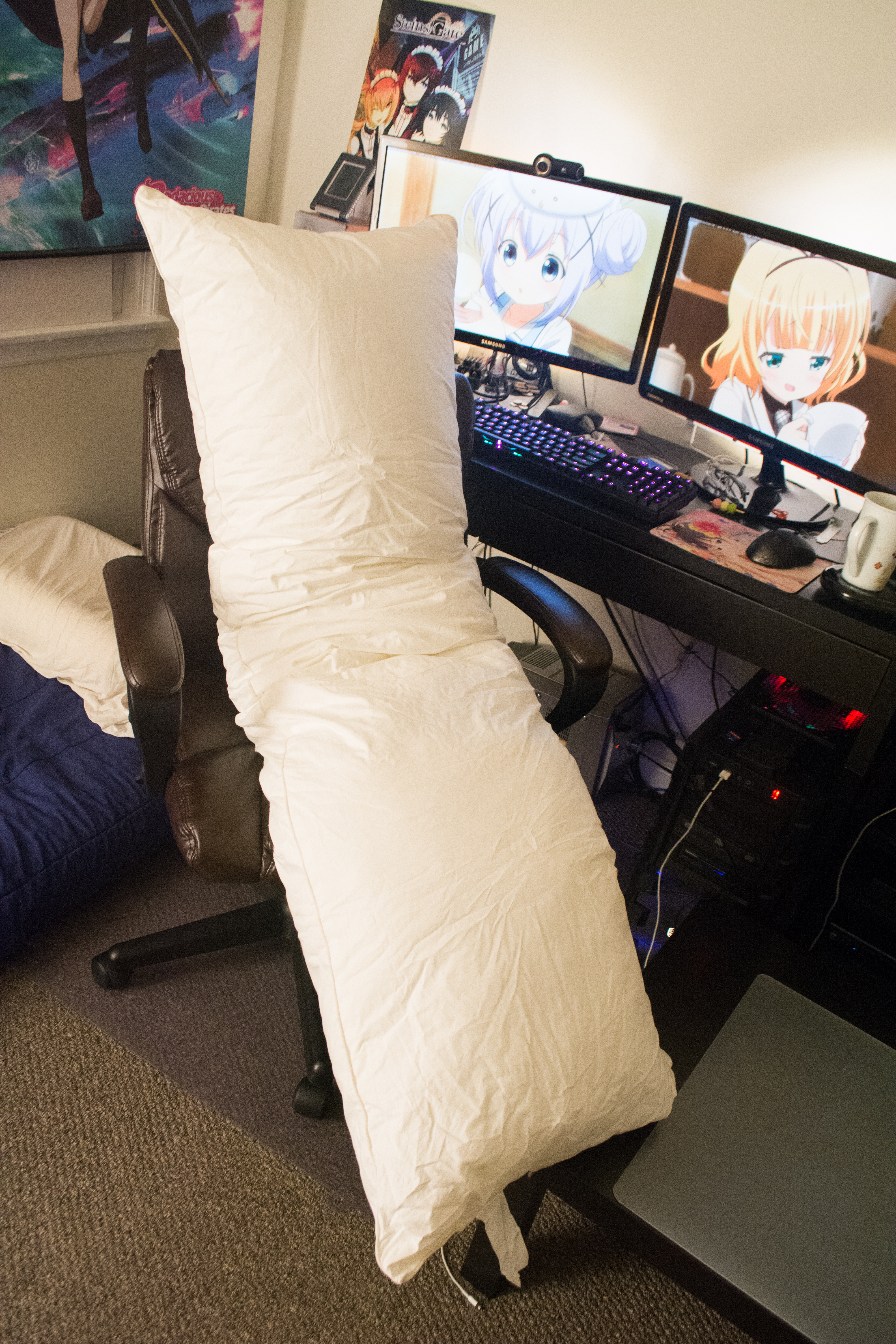
沒有枕套的等身抱枕

抱枕（日语：／ dakimakura），或稱等身抱枕，在宅文化中指一種印有人物、長度相當於人類身高的枕頭。
日語中的專指供人以臥姿懷抱的枕頭。在1990年代，抱枕開始和宅文化相互交織發展。許多上面印有動漫或電子遊戲形象的枕頭被生產出來。宅文化中的抱枕於早期常常作為動漫周邊產品生產，之後，開始有專業廠商專門生產抱枕。現在市面上販賣的動漫抱枕的大小通常為 160x50cm，因為這是日本動漫中女子的平均身高。在早期也曾出現為了減少國際郵費重量的 150x50cm 的尺寸，但這個尺寸現在已經基本淘汰。等身抱枕常被青年作为一种慰藉物。
抱枕的枕芯重量約為2至3kg，因體積較大，通常以真空壓縮方式運輸。
抱枕除了在Comic Market一類的同人誌即賣會上販售，亦有專門面向抱枕的展示即賣會，例如俺の嫁！。